# Luigi Tasselli
Luigi Tasselli (20 de outubro de 1901 – 5 de novembro de 1971) foi um ciclista italiano. Ele conquistou a medalha de ouro na prova de perseguição por equipes nos Jogos Olímpicos de Amsterdã 1928, juntamente com Giacomo Gaioni, Mario Lusiani e Cesare Facciani. Tornou-se um ciclista profissional no ano de 1931.